# Tristan Ladevant
Tristan Ladevant (* 29. ledna 1998 Digne-les-Bains) je francouzský horolezec a reprezentant v ledolezení, juniorský vicemistr světa v ledolezení na rychlost, závodí v obou disciplínách.
Mezinárodních závodů v ledolezení se účastní také jeho mladší bratr Louna Ladevant, mistr světa, Evropy a juniorský mistr světa v ledolezení na obtížnost.

## Výkony a ocenění
- 2015-2017: tři krát třetí místo na mistrovství světa juniorů
- 2018: druhý na Evropském poháru, juniorský vicemistr světa
- 2020: poslední v desítce celkového hodnocení SP v obou disciplínách
- 2021: bronzová medaile na ME (bratr zvítězil)
- 2022: bronzová medaile na MS (bratr zvítězil)

### Závodní výsledky
| Mistrovství světa v ledolezení | Mistrovství světa v ledolezení | Mistrovství světa v ledolezení |
| Rok                            | 2017                           | 2022                           |
| ------------------------------ | ------------------------------ | ------------------------------ |
| Obtížnost                      | 17                             | 3                              |

| Světový pohár v ledolezení | Světový pohár v ledolezení | Světový pohár v ledolezení | Světový pohár v ledolezení | Světový pohár v ledolezení | Světový pohár v ledolezení |
| Rok                        | 2017                       | 2018                       | 2019                       | 2020                       | 2023                       |
| -------------------------- | -------------------------- | -------------------------- | -------------------------- | -------------------------- | -------------------------- |
| Obtížnost                  | 38-39                      | 11                         | 25                         | 10                         | 4                          |
| jednotlivě*                | -,20, 28,-,-               | 7,11, -,9,21               | -,-,21, 15,13,-            | 4,23,14                    | 3,4,7                      |
|                            |                            |                            |                            |                            |                            |
| Rychlost                   | 14                         | 22                         | 9                          | 10                         | —                          |
| jednotlivě*                | 15,16, 11,-                | 20,13, -,29,18             | -,-,7, 15,6,-              | 15,15,7                    | —                          |

* poznámka: napravo jsou poslední závody v roce
| Mistrovství Evropy v ledolezení | Mistrovství Evropy v ledolezení | Mistrovství Evropy v ledolezení | Mistrovství Evropy v ledolezení | Mistrovství Evropy v ledolezení | Mistrovství Evropy v ledolezení |
| Rok                             | 2018                            | 2020                            | 2021                            | 2022                            | 2023                            |
| ------------------------------- | ------------------------------- | ------------------------------- | ------------------------------- | ------------------------------- | ------------------------------- |
| Obtížnost                       | 16                              | 9-10                            | 3                               | —                               | 3                               |
| Rychlost                        | 17                              | 6                               | —                               | —                               | —                               |

| Evropský pohár v ledolezení | Evropský pohár v ledolezení | Evropský pohár v ledolezení |
| Rok                         | 2018                        | 2018/2019                   |
| --------------------------- | --------------------------- | --------------------------- |
| Obtížnost                   | 5                           | 39-40                       |
| jednotlivě*                 | 4,4,9,-                     | 13,-,-,-                    |
|                             |                             |                             |
| Rychlost                    | 2                           | —                           |
| jednotlivě*                 | ,-                          | —                           |

* poznámka: napravo jsou poslední závody v roce
| Mistrovství světa juniorů v ledolezení | Mistrovství světa juniorů v ledolezení | Mistrovství světa juniorů v ledolezení | Mistrovství světa juniorů v ledolezení | Mistrovství světa juniorů v ledolezení |
| Rok                                    | 2015 U19                               | 2016 U19                               | 2017 U22                               | 2018 U22                               |
| -------------------------------------- | -------------------------------------- | -------------------------------------- | -------------------------------------- | -------------------------------------- |
| Obtížnost                              | 3                                      | 3                                      | 6                                      | 8                                      |
| Rychlost                               | 9                                      | —                                      | 3                                      | 2                                      |